# 賢明女子学院短期大学
賢明女子学院短期大学（けんめいじょしがくいんたんきだいがく、英語: Kenmei Women's Junior College）は、兵庫県姫路市大塩町2042-2に本部を置いていた日本の私立大学である。1957年に設置され、2008年に廃止された。大学の略称は賢明短大。

## 概要

### 大学全体
- 兵庫県姫路市に所在した日本の私立短期大学学校法人で、設置主体は 学校法人賢明女子学院[1]。
- 英語科のみの1学科かつ入学定員40名体制[2]で、1957年に開学[3][4]。のちに学科の増設により、最終的には最大で3学科[注 2]となっていた。
- 2006年度の入学生を最後に[注釈 3]、2008年に短期大学としての使命を終える[5]。

### 建学の精神（校訓・理念・学是）
- 賢明女子学院短期大学における建学の精神は「愛の精神」となっている。

### 教育および研究
- 専門教育については、当初英語のみだったが後に家政学が置かれ、さらに栄養士の養成も執り行うようになった。さらに、2000年度からは10年足らずとなったが介護福祉士の養成も執り行うようになった。ビジネス実務士、情報処理士に関する科目もあった[6]。
- 一般教育科目にキリスト教に関する科目があった。

### 学風および特色
- 1796年創設のカトリック修道会、聖母奉献修道会が起源となっている。
- 伝統的な行事の一つにクリスマスチャリティーが行われていた。
- キャンパスネットワークが1996年度から取り入れられていた[7]。

## 沿革
- 1957年
  - 3月15日 左記を以て文部省[注 3]より短期大学の設置が認可される[8]。
  - 4月1日 賢明女子学院短期大学が以下の学科体制にて開学する[9]。
    - 英語科 入学定員40名
- 1958年
  - 5月1日 学生数[10]/定員
    - 英語科 女53/80
- 1963年
  - 4月1日 家政科を設置[11]。
  - 5月1日 学生数[12]/定員
    - 家政科 女78/40
    - 英語科 女111/80
- 1965年
  - 4月1日 専攻科を設置する[注 4]。
    - 英語専攻 入学定員20
    - 家政専攻 入学定員20

  - 同 家政科の入学定員を40→60に増員する[14]。
- 1968年
  - 4月1日 家政科を専攻分離する[15]。
    - 家政専攻 入学定員30
    - 食物専攻 入学定員30

  - 同 専攻科に食物専攻を新設[16]。
- 1970年
  - 4月1日 家政科食物専攻の入学定員を30→50[17]に増員する[注 5]。
  - 5月1日 学生数[20]/定員
    - 家政科 224/140
    - 英語科 91/80
- 1971年
  - 4月1日 家政科家政専攻の入学定員を30[17]→50[21]に増員する[注 6]。
  - 5月1日 学生数[23]/定員
    - 家政科 女210/160
    - 英語科 女88/80
- 1981年
  - 4月1日 英語科の入学定員を40[24]→60[25]に増員[26]。
  - 5月1日 学生数[27]/定員
    - 家政科 女252/160
    - 英語科 女138/100
- 1987年
  - 4月1日 英語科の入学定員を60[28]→120[29]に増員[注 7]
  - 5月1日 学生数[32]/定員
    - 家政科 女276/200
    - 英語科 女231/180
- 1988年
  - 4月1日 大塩学舎が竣工され、英語科及び本部が左記に移転となる[33]。
- 1995年
  - 4月1日 学科名称を以下の通り変更する[34]。
    - 家政科→生活学科
      - 家政専攻→生活学専攻
      - 食物専攻→食物栄養専攻

  - 5月1日 学生数[35]/定員
    - 家政科 女131[注 8]/100
    - 英語科 女292/240

  - 同 専攻科の名称を以下の通り変更[36]。
    - 家政専攻→生活学専攻
    - 食物専攻→食物栄養学専攻
- 1999年
  - 5月1日 学生数[37]/定員
    - 生活学科 女266/200
    - 英語科 女153/240
- 2000年
  - 4月1日 福祉支援学科[注 9]を新設[注釈 4]。
  - 同 英語科の入学定員を120→100に減員[注釈 4]。
- 2003年
  - 4月1日 英語科の入学定員を100→40に減員[40]。
- 2005年
  - 4月1日 英語科の学生募集を最終とする[注 10]。
- 2006年　
  - 4月1日 この年度で最後の学生募集となる[注釈 3]。
- 2007年
  - 3月 左記の卒業式をもって英語科を廃止[注 11]。
- 2008年
  - 3月 生活学科及び福祉支援学科の最後の学生が卒業し、短期大学としての使命を終える。
  - 7月31日 正式に廃止となる[5]。

## 基礎データ

### 所在地
- 大塩キャンパス（兵庫県姫路市大塩町2042-2[注釈 1]）
- 本町キャンパス（兵庫県姫路市本町68[注釈 2]）

### 象徴
- 賢明女子学院短期大学のカレッジマークは右記の資料を参照のこと[43]。

## 教育および研究

### 組織

#### 学科
- 英語科 入学定員40[注 12]
- 生活学科
  - 生活学専攻 入学定員50[注釈 5]
  - 食物栄養専攻 入学定員50[注釈 5]
- 福祉支援学科 入学定員50[注釈 5]

#### 専攻科
- 英語専攻 入学定員20
- 生活学専攻 入学定員20
- 食物栄養学専攻 入学定員30

#### 別科
- なし

#### 取得資格について
- 栄養士資格：生活学科食物栄養専攻[注 13]
- 介護福祉士資格：福祉援助学科
- かつては中学校教諭二種免許状が設置されていた。
  - 英語：英語科[45][注 14]
  - 家庭：生活学専攻[46][注 15]
- 『賢明女子学院短期大学研究紀要 : Beacon』[47]ほか。

## 学生生活

### 学園祭
- 賢明女子学院短期大学の学園祭は、毎年11月に行われていた[48]。

## 施設

### キャンパス

#### 大塩キャンパス
- 使用学科：英語科
- 使用専攻科：英語専攻
- 使用附属施設：なし
- 1988年に竣工された。

#### 本町キャンパス
- 使用学科：生活学科・福祉援助学科
- 使用専攻科：食物栄養専攻
- 使用附属施設：なし

### 寮
- 特になし。

## 対外関係

### 他大学との協定

#### オーストラリア
- ウーロンゴン大学
- ブリスベン大学

#### ニュージーランド
- ワイカト大学

#### アメリカ
- リヴィエ大学

### 系列校
- 賢明女子学院中学校・高等学校

## 卒業後の進路について

### 編入学･進学実績
- 神戸大学・愛媛大学・関西大学・京都精華大学・姫路獨協大学ほか[49][7]